# Maternus (usurpator)
Maternus (Rome, gestorven 187) was een Romeinse usurpator, die in het zuiden van Gallië tegen keizer Commodus in opstand kwam

## Leven
Maternus, die bij Herodianus als deserteur, bandiet en avonturier wordt gekarakteriseerd, zou zich in het jaar 185 (of 186) aan de leiding van een opstand hebben gesteld, die blijkbaar door sociale onrust werd begonnen of aangewakkerd. Hij liet zich tot keizer uitroepen. De opstand, die ook naar Hispania zou zijn overgeslagen, werd in de zogenaamde bellum desertorum neergeslagen door generaal Pescennius Niger. Maternus ontkwam naar Noord-Italië, waar hij met zijn bende de omgeving onveilig maakte. In maart 187, tijdens de viering van het feest van de Grote Godin had hij naar verluidt het plan opgevat om een moordaanslag op de keizer uit te voeren. Het plan mislukte en Maternus werd nog voor het begin van de festiviteiten geëxecuteerd. Dit incident zette Commodus ertoe aan om zijn lijfwacht te versterken en zich nog meer verre te houden van regeringszaken en publieke optredens.
De betrouwbaarheid van Herodianus over de usurpatie en moordaanslagen van Maternus wordt door het wetenschappelijk onderzoek deels in twijfel getrokken, het bronmateriaal spreekt elkaar tegen.

## Voetnoten
1. ↑  Christ, Geschichte der römischen Kaiserzeit, blz. 346e.v.
2. ↑  Alföldy, Bellum desertorum, blz.  372